# 牧野康明
牧野康明（まきの やすあきら）は、江戸時代後期の大名である。信濃小諸藩の第7代藩主を務め、越後長岡藩分家牧野家の9代当主であった。幼名は房之助。

## 生涯
寛政12年（1800年）2月2日（新暦：2月25日）、小諸藩第5代藩主・牧野康儔（やすとも）の次男として江戸に生まれる。
文政元年（1818年）12月16日、従五位下周防守に叙位・任官された。文政2年（1819年）、兄である第6代藩主・牧野康長（やすなが）が病気により隠居した際、その養子となり家督を継承し、小諸藩主となった。文政5年（1822年）11月25日には内膳正に遷任された。
文政10年（1827年）7月25日（新暦：9月15日）、江戸小石川邸にて28歳（享年）で死去した。墓所は長野県小諸市にある牧野家墓地である。戒名は歓照院殿喜誉光月耀山大居士。家督は養子の牧野康命（やすのぶ）が継いだ。

## 系譜
- 父母
  - 実父：牧野康儔
  - 養父：牧野康長
- 正室
  - 鳥居高子（鳥居忠燾の娘）
- 養子
  - 牧野康命（越後長岡藩主・牧野忠精の六男）
- 子女
  - 娘（小笠原長穀室）
  - 娘（新庄某室）